# Грачёва, Алла Алексеевна
Алла Алексеевна Грачёва (16 октября 1924, Згуровка, Полтавская губерния — 14 июля 2001, Киев) — советский и украинский кинорежиссёр

 и сценарист, член Национального союза кинематографистов Украины, Заслуженный деятель искусств Украины (1996).

## Биография
Окончила речной техникум.
Работала помощником капитана на одном из судов Киевского речного нароходства (1946—1949).

В 1956 году окончила архитектурный факультет Киевского инженерно-строительного института.
С 1962 года работала на студии «Киевнаучфильм» художником-мультипликатором.
В 1966 году впервые как режиссёр-постановщик участвовала в создании мультфильма «Медвежонок и тот, кто живёт в речке».

## Фильмография

### Сценарист
- «Растрёпанный воробей» (1967)
- «Крымская легенда» (1969)
- «Тигрёнок в чайнике» (1972)
- «Тайна Страны Земляники» (1973)
- «Лесная песнь» (1976)
- «Как кошечка и собачка мыли пол» (1977)
- «Цветок папоротника» (1979)
- «Солдатская сказка» (1983)
- «Вий» (1996)

### Режиссёр
| - «Медвежонок и тот, кто живёт в речке» (1966) - «Песенка в лесу» (1967) - «Растрёпанный воробей» (1967) - «Осенняя рыбалка» (1968) - «Крымская легенда» (1969) - «Мальчик и облако» (1970) - «Одуванчик — толстые щёки» (1971) - «Страшный серый лохматый» (1971) - «Тигрёнок в чайнике» (1972) - «Тайна Страны Земляники» (1973) - «Как Ёжик и Медвежонок встречали новый год» (1975) | - «Лесная песнь» (1976) - «Как кошечка и собачка мыли пол» (1977) - «Если падают звёзды» (1978) - «Цветок папоротника» (1979) - «Солнечный каравай» (1981) - «Башмачки» (1982) - «Солдатская сказка» (1983) - «Девочка и зайцы» (1985) - «История про девочку, которая наступила на хлеб» (1986) - «Ёжик и девочка» (1988) - «Вий» (1996) |

### Художник-аниматор
| - «Весёлый художник» (1963) - «Заяц и ёж» (1963) - «Непоседа, Мякиш и Нетак» (1963) - «Водопровод на огород» (1964) - «Неумойка» (1964) - «Зелёная кнопка» (1965) - «Никита Кожемяка» (1965) - «Буквы из ящика радиста» (1966) | - «Медвежонок и тот, кто живёт в речке» (1966) - «Песенка в лесу» (1967) - «Петушок и солнышко» (1974) - «Кто получит ананас?» (1978) - «Про больших и маленьких» (1981) - «Про всех на свете» (1984) - «Друзья мои, где вы?» (1987) - «Ёжик и девочка» (1988) - «Вий» (1996) |